# Vordere Brandjochspitze
Die Vordere Brandjochspitze ist ein 2559 m ü. A. hoher Gipfel der Nordkette im Karwendel und bildet eine der markantesten und höchsten Erhebungen derselben. In unmittelbarer Nachbarschaft liegt nordnordwestlich die Hintere Brandjochspitze, die die Vordere um 40 m überragt. Nach Süden verläuft ein ausgeprägter Grat zum Brandjochkreuz (2268 m ü. A.), der Brandjochsüdgrat. Nach Osten hin führt der Hauptgrat der Nordkette zur Frau Hitt.

## Zustiege
Der leichteste Anstieg, der Julius-Pock-Weg, führt vom Frau Hitt-Sattel (2235 m ü. A.), der über diverse Routen von Innsbruck oder von Scharnitz durch das Gleirschtal und Kleinkristental erreichbar ist, teilweise drahtseilversichert (UIAA I) auf den Gipfel.
Eine andere beliebte Route verläuft vom Brandjochboden über das Brandjochkreuz und den Brandjochsüdgrat (UIAA III-) auf den Gipfel.

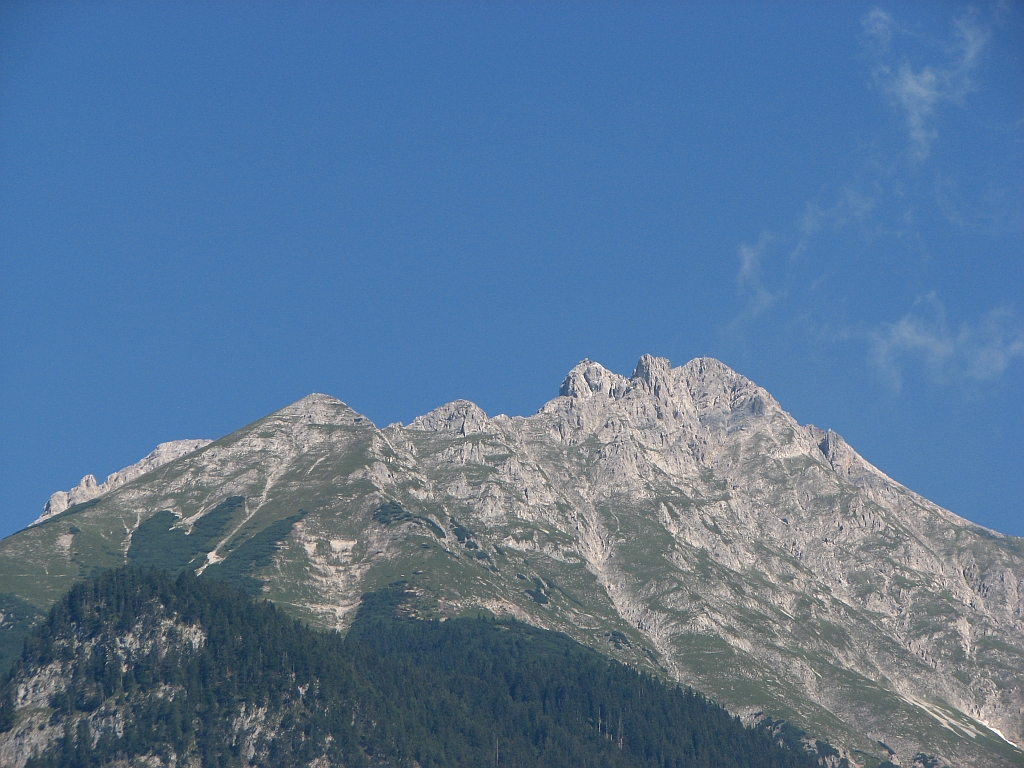
Der Brandjochsüdgrat mit Brandjochkreuz (links) und Vorderer Brandjochspitze (rechts)